# 阮福晪 (通化郡王)
通化郡王阮福晪（越南语：／；1762年後？—1783年），阮朝追尊興祖孝康皇帝阮福㫻第六子，嘉隆帝同母弟。
阮福晪生母為孝康皇后阮氏環；景興三十五年（1775年）跟隨定王阮福淳到嘉定征伐。到景興四十四年（1783年），因戰事失利，兄長阮王阮福映和他敗走富國島，但阮福晪卻在疊石島被西山賊擒獲，大罵西山賊而死，無子。景興五十年（1789年），追贈阮福晪為“錦衣衛掌衛事、該奇”，諡壯節。
嘉隆四年（1805年）十二月，嘉隆帝贈封“翊運靖難宗臣、特進、輔國上將軍、太保、國公”，諡忠愍，入太廟從祀。嘉隆十三年（1814年），加贈襄公，入祀展親祠；明命五年（1824年）改附祀世廟。
明命十二年（1831年），再追贈阮福晪“佐運宗臣、宗人府宗人令、通化郡王”，諡忠壯。紹治三年（1843年），合祀親勳祠。